# القنب الهندي في جيبوتي
القنب الهندي في جيبوتي غير قانوني مع فرض عقوبات على إنتاج وبيع وحيازة الماريجوانا للأغراض الطبية أو الترفيهية. قد يتم تغريم الجناة أو السجن لمدة تصل إلى خمس سنوات. يعتبر استخدام القنب في جيبوتي منخفضًا بسبب ظروف الزراعة السيئة والتفضيل المحلي لعقار القات القانوني.
يستخدم ميناء جيبوتي كمركز لتهريب المخدرات. يُنقل القنب من جنوب غرب وجنوب شرق آسيا عبر جيبوتي إلى بلدان أخرى في إفريقيا والشرق الأوسط وأوروبا.